# Raddestorf
Raddestorf là một đô thị ở huyện huyện Nienburg, trong bang Niedersachsen, nước Đức. Đô thị Raddestorf có diện tích 33,07 km².